# Транспорт в България
Транспортът в България е опосредстван от наличието на сухопътна, в това число и железопътна, въздушна, морска и тръбна транспортна мрежа. В процес на усилено изграждане са магистралите, за които се очаква да дадат положителен икономически ефект за България.

## Сухопътен транспорт

### История
Първата железопътна линия в България е въведена в експлоатация през 1866 г. и свързва градовете Русе и Варна.

### Железопътен транспорт
В България са построени 4294 километра релсови пътища. Страната е свързана с железопътни пътища с Гърция, Румъния, Турция и Сърбия. Пряка железопътна връзка със Северна Македония не съществува.
Използва се стандартното междурелсие с размер 1435 мм, което е и най-разпространено в света. Междурелсието на теснолинейката „Септември — Добринище“ е с размер 760 мм.

### Автомобилен транспорт
Пътищата от републиканската пътна мрежа са класифицирани „според административно-стопанското си значение и функциите си в транспортната система в следните класове“: магистрали, първокласни, второкласни и третокласни. Магистралите са седем на брой.